# الاتحاد من أجل بوركينا جديدة
الاتحاد من أجل بوركينا الجديدة (بالفرنسية: Union pour un Burkina Nouveau)‏ هو حزب سياسي في بوركينا فاسو.

## التاريخ
تم تشكيل الحزب في 14 فبراير 2015،  بناءً على جمعية تأسست في عام 2011 بعد احتجاجات بوركينا فاسو 2011.  تم تعيين وزير الرياضة السابق يعقوبة ويدراوغو رئيسًا للحزب.  في الانتخابات العامة لعام 2015 حصل على 0.86٪ من الأصوات، وفاز بأحد مقاعد الدائرة ( أق أجالي في ولاية أودلان). 